# Don Troiani
Don Troiani, född 1949, är en amerikansk historiemålare vars arbeten fokuserar på den amerikanska militärhistorien, framförallt det amerikanska frihetskriget, 1812 års krig och det amerikanska inbördeskriget.
Troianis arbeten i olja och akvarell är välkända i historieintresserade kretsar på grund av den massmarknadsspridning de fått genom reproduktioner och illustrerade böcker. Många av hans verk är beställda av och spridda genom offentliga samlingar såsom Smithsonian Institution, National Park Service och United States Marine Corps.